# Рекіта (Тіміш)
Рекіта (рум. Răchita) — село у повіті Тіміш в Румунії. Входить до складу комуни Думбрава.
Село розташоване на відстані 349 км на північний захід від Бухареста, 68 км на схід від Тімішоари.

## Населення
За даними перепису населення 2002 року у селі проживали 1194 особи.
Національний склад населення села:
| Національність | Кількість осіб | Відсоток |
| -------------- | -------------- | -------- |
| румуни         | 1178           | 98,7%    |
| українці       | 11             | 0,9%     |

Рідною мовою назвали:
| Мова       | Кількість осіб | Відсоток |
| ---------- | -------------- | -------- |
| румунська  | 1180           | 98,8%    |
| українська | 9              | 0,8%     |